# La xifra negra
La xifra negra (originalment en castellà, La cifra negra) és una pel·lícula documental del 2018, dirigida per Ales Payá. A través d'una trentena de casos, el llargmetratge realitza una panoràmica de la vulneració dels drets humans per part de funcionaris públics a l'estat espanyol i analitza l'índex d'impunitat d'aquest tipus de delictes. El treball parla de casos com el d'Iñigo Cabacas, d'Unai Romano i de Martxelo Otamendi, i inclou víctimes, advocats, jutges, policies, defensors dels drets humans i altres experts, que analitzen les causes i apunten possibles vies de superació d'aquesta problemàtica. La pel·lícula compta amb la participació de Manuela Carmena, Joaquim Bosch, Rodolfo Ares i Rafael Ribó, entre els personatges entrevistats, i amb actors com Willy Toledo, Isak Férriz i Gorka Lasaosa per a les reconstruccions de fets demostrats en seu judicial.
El documental va guanyar el 16è Festival de Cinema i Drets Humans de Sant Sebastià, on públic va atorgar-li una puntuació de 8,92 sobre 10, i va inaugurar l'edició de 2017 del BccN Barcelona Creative Commons Film Festival. També va participar en la secció competitiva del Festival de Cinema i Drets Humans de Barcelona i ha comptat amb el suport d'Amnistia Internacional i la Coordinadora per a la Prevenció i Denúncia de la Tortura. A partir de l'1 de març de 2018, es va estrenar a diversos cinemes d'Espanya. El 9 d'abril de 2019 es va estrenar en català al programa Sense ficció de TV3.